# Piriqueta douradinha
Piriqueta douradinha är en passionsblomsväxtart som beskrevs av M.M. Arbo. Piriqueta douradinha ingår i släktet Piriqueta och familjen passionsblomsväxter. Inga underarter finns listade i Catalogue of Life.